# Abadan Airport
De luchthaven Abadan Airport bevindt zich 12 kilometers west van de stad Abadan in de provincie Khuzestan in Iran.

## Geschiedenis
Gedurende de Tweede Wereldoorlog was het vliegveld Abadan een belangrijke doorvoerhaven voor vliegtuigen die door Verenigde Staten ter bevoorrading van het Russische leger via de Perzische Corridor naar de Sovjet-Unie werden gestuurd. Onder de Lend-lease Act leverden de Verenigde Staten militaire en andere noodzakelijke goederen aan de geallieerde partners in de strijd tegen de Duitsers. Tussen januari 1942 en mei 1945 werd via deze route meer dan 5 miljoen ton aan goederen aan de Sovjet-Unie geleverd. Hierbij speelde de nabijgelegen haven van Koramsjar een grote rol. Hier arriveerden gedurende de drukste periode van de oorlog gemiddeld 25 volgeladen Liberty-schepen per maand vanuit de Verenigde Staten.
In mei 1942 vestigden de United States Army Air Forces en de Douglas Aircraft Company hier een fabriek waar de 17th Air Depot Group nieuw gearriveerde vliegtuigen assembleerde en testvluchten maakte. Vliegtuigen die eenmaal gereed waren werden naar het vliegveld Mehrabad bij Teheran gevlogen voor levering aan de Russen.
Vliegveld Adaban werd door de US Air Transport Command, North African Wing aangeduid als Station #3, met verbindingsroutes naar Teheran Mehrabad Airport, Royal Air Force Station Habbaniya (90 km west van Baghdad), en Bahrain Airport.

## Luchtvaartmaatschappijen en bestemmingen
| luchtvaartmaatschappij | bestemming                       |
| ---------------------- | -------------------------------- |
| Iran Air               | Isfahan, Teheran                 |
| Iranair Tours          | Isfahan, Mashad, Shiraz, Teheran |
| Iran Aseman Airlines   | Dubai, Shiraz                    |
| Kish Air               | Teheran                          |